# Technophobie
Le néologisme technophobie — de technê, τέχνη (artefact) et phobos, φόβος (peur) — est utilisé pour qualifier le rejet d'une ou plusieurs techniques. Son opposé est la technophilie. 
Il est coutumier de situer les origines de ce rejet au mouvement luddite, survenu au début du XVIIIe siècle en Grande-Bretagne, c'est-à-dire à l'époque et à l'endroit où naît la Révolution industrielle et où, plus précisément, se développent les machines. Certains historiens estiment toutefois que les rapports conflictuels avec les outils sont plus anciens. 
Dans sa forme la plus élémentaire, la technophobie se manifeste par de simples postures d'évitement (on s'efforce alors d'entrer le moins possible en contact avec des objets techniques) ; dans sa déclinaison plus radicale, elle se concrétise par des actions de vandalisme, plus précisément de "bris de machines". On parle alors de luddisme et de néo-luddisme. Un cas extrême, mais isolé, est celui du terroriste américain Theodore Kaczynski, dit « Unabomber ».

## Motivations
Les opposants au progrès technique estiment qu'il génère plus d'inconvénients et de dommages que d'avantages. 
Les  motifs invoqués sont principalement de trois ordres : écologique, politique et éthique. 
- Le progrès technique est coûteux en énergies fossiles et il est nuisible à l'environnement[2] au point d'être la cause d'un changement d'ère géologique : l'anthropocène. De nombreuses innovations sont la source de scandales sanitaires[3] et même de catastrophes, notamment nucléaires (Tchernobyl, Fukushima) et du réchauffement de la planète.

- Les techniques se multiplient sans jamais faire l'objet de débat démocratique, le principe de précaution n'existant qu'en théorie mais n'étant jamais ou rarement appliqué en raison de la pression des grands groupes industriels pour qui la technoscience constitue une source de profits considérables. Avec le nucléaire et les OGM, les techniques de télésurveillance (notamment la RFID)[4] et les nanotechnologies constituent leurs principales cibles. L'intelligence artificielle suscite également un certain nombre de rejets. Ainsi en 2015 est créée en France l'Association Française Contre l'Intelligence Artificielle[5].

- Sont également avancés des motifs éthiques : la biométrie ou la vidéosurveillance, par exemple, étant considérées comme portant atteintes aux libertés individuelles et générant progressivement un contrôle social susceptible de déboucher sur une nouvelle forme de totalitarisme[6]. Le téléphone portable, par ailleurs, occasionnerait un phénomène de dépendance à caractère pathologique : la nomophobie[7].

## Technophobie / technocritique
La technophobie s'inscrit dans la mouvance technocritique mais elle n'en est qu'un aspect. Elle se focalise en effet sur certains objets techniques — autrefois les « machines », aujourd'hui les « nouvelles technologies » — du type OGM, centrales nucléaires, caméras de télésurveillance ou téléphone portable... quand Jacques Ellul, par exemple, définit le phénomène technique comme un processus dépassant le cadre strict du machinisme et comme relevant d'un processus mental : « la préoccupation de l'immense majorité des hommes de notre temps, de rechercher en toutes choses la méthode absolument la plus efficace ».
Le terme technophobie est souvent utilisé de façon péjorative, de sorte à disqualifier le discours de certains intellectuels technocritiques, dont Ellul lui-même, bien qu'il s'en soit défendu à maintes reprises  (« C'est enfantin de dire que l'on est contre la technique ; aussi absurde que de dire que [l'on est] opposé à une avalanche de neige ou à un cancer. »), précisant  que ce ne sont pas les techniques en elles-mêmes qui doivent être craintes que l'obstination des hommes à les sacraliser : « Ce n'est pas la technique qui nous asservit mais le sacré transféré à la technique ».

## Critique de la technophobie
Pour le physicien et ingénieur Sébastien Point, " Le rejet de la technologie [...] est le symptôme d'une maladie dont souffre notre société occidentale et qui [...] pourrait se révéler incurable: l'incompétence [...] c'est-à-dire l'incapacité à utiliser [...]  le raisonnement rationnel, l'esprit critique et la compréhension profonde du bénéfice apporté par la science et la technologie " . Il considère qu'il faut accepter l'idée que  l'Humanité est désormais " un facteur forçant naturel qui modifie le visage de la Nature" et que la pollution que connaît la planète n'est qu'une "question de réglage, entre réponse aux besoins fondamentaux de l’Homme et dégradation de ses conditions de vie et de son environnement". Il s'oppose ainsi aux vues de l'astrophysicien et philosophe Aurélien Barrau pour qui l’Humanité doit entrer dans une ère de guerre totale  pour sauver la Nature puisque  selon lui , à cause des activités humaines, « c’est la vie elle-même qui est en train de se mourir sur la planète. » 